# Municipio de Bear Creek (Carolina del Norte)
El municipio de Bear Creek (en inglés: Bear Creek Township) es un municipio ubicado en el  condado de Chatham en el estado estadounidense de Carolina del Norte. En el año 2000 tenía una población de 3.419 habitantes.

## Geografía
El municipio de Bear Creek se encuentra ubicado en las coordenadas 35°33′49.25″N 79°29′20.2″O / 35.5636806, -79.488944.